# Diagrama de tempo

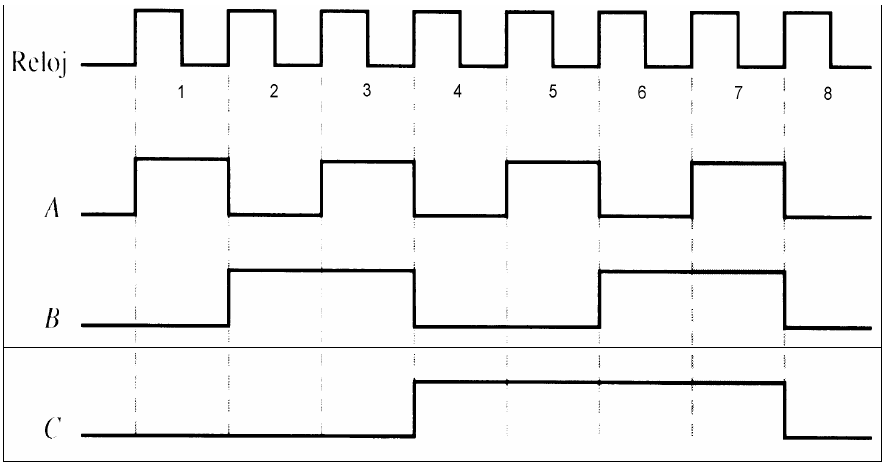
Diagrama de tempo

O Diagrama de tempo (Timing Diagram) incluído a partir da UML 2.0 apresenta o comportamento dos objetos e sua interação em uma escala de
tempo, focalizando as condições que mudam no decorrer desse período.